# Brasil en la Copa Mundial de Fútbol de 2010
La Copa Mundial de Fútbol de 2010 fue la decimonovena vez que la Selección de fútbol de Brasil participó en una Copa del Mundo. Fue y sigue siendo el único país que participó en todas las ediciones del torneo FIFA.
El entrenador era Dunga y el capitán Lúcio. Brasil fue eliminado en cuartos de final y terminó en 6.ª posición.

## Clasificación
| Equipo    | Pts | PJ | PG | PE | PP | GF | GC | Dif |
| --------- | --- | -- | -- | -- | -- | -- | -- | --- |
| Brasil    | 34  | 18 | 9  | 7  | 2  | 33 | 11 | 22  |
| Chile     | 33  | 18 | 10 | 3  | 5  | 32 | 22 | 10  |
| Paraguay  | 33  | 18 | 10 | 3  | 5  | 24 | 16 | 8   |
| Argentina | 28  | 18 | 8  | 4  | 6  | 23 | 20 | 3   |
| Uruguay   | 24  | 18 | 6  | 6  | 6  | 28 | 20 | 8   |
| Ecuador   | 23  | 18 | 6  | 5  | 7  | 22 | 26 | -4  |
| Colombia  | 23  | 18 | 6  | 5  | 7  | 14 | 18 | -4  |
| Venezuela | 22  | 18 | 6  | 4  | 8  | 23 | 29 | -6  |
| Bolivia   | 15  | 18 | 4  | 3  | 11 | 22 | 36 | -14 |
| Perú      | 13  | 18 | 3  | 4  | 11 | 11 | 34 | -23 |

### Primera ronda
| Fecha                    | Lugar          |           |                      | Resultado                                                           |                      |           |
| ------------------------ | -------------- | --------- | -------------------- | ------------------------------------------------------------------- | -------------------- | --------- |
| 14 de octubre de 2007    | Bogotá         | Colombia  | Bandera de Colombia  | 0:0 Archivado el 16 de septiembre de 2009 en Wayback Machine.       | Bandera de Brasil    | Brasil    |
| 17 de octubre de 2007    | Río de Janeiro | Brasil    | Bandera de Brasil    | 5:0 (1:0) Archivado el 18 de septiembre de 2009 en Wayback Machine. | Bandera de Ecuador   | Ecuador   |
| 18 de noviembre de 2007  | Lima           | Perú      | Bandera de Perú      | 1:1 (0:1) Archivado el 5 de octubre de 2009 en Wayback Machine.     | Bandera de Brasil    | Brasil    |
| 21 de noviembre de 2007  | São Paulo      | Brasil    | Bandera de Brasil    | 2:1 (1:1) Archivado el 29 de octubre de 2009 en Wayback Machine.    | Bandera de Uruguay   | Uruguay   |
| 15 de junio de 2008      | Asunción       | Paraguay  | Bandera de Paraguay  | 2:0 (1:0) Archivado el 16 de septiembre de 2009 en Wayback Machine. | Bandera de Brasil    | Brasil    |
| 18 de junio de 2008      | Belo Horizonte | Brasil    | Bandera de Brasil    | 0:0 Archivado el 1 de mayo de 2009 en Wayback Machine.              | Bandera de Argentina | Argentina |
| 7 de septiembre de 2008  | Santiago       | Chile     | Bandera de Chile     | 0:3 (0:2) Archivado el 1 de mayo de 2009 en Wayback Machine.        | Bandera de Brasil    | Brasil    |
| 10 de septiembre de 2008 | Río de Janeiro | Brasil    | Bandera de Brasil    | 0:0 Archivado el 20 de agosto de 2009 en Wayback Machine.           | Bandera de Bolivia   | Bolivia   |
| 12 de octubre de 2008    | San Cristóbal  | Venezuela | Bandera de Venezuela | 0:4 (0:3) Archivado el 5 de octubre de 2009 en Wayback Machine.     | Bandera de Brasil    | Brasil    |

### Segunda ronda
| Fecha                   | Lugar             |           |                      | Resultado                                                     |                      |           |
| ----------------------- | ----------------- | --------- | -------------------- | ------------------------------------------------------------- | -------------------- | --------- |
| 15 de octubre de 2008   | Río de Janeiro    | Brasil    | Bandera de Brasil    | 0:0 Archivado el 26 de diciembre de 2011 en Wayback Machine.  | Bandera de Colombia  | Colombia  |
| 29 de marzo de 2009     | Quito             | Ecuador   | Bandera de Ecuador   | 1:1 (0:0) Archivado el 6 de junio de 2010 en Wayback Machine. | Bandera de Brasil    | Brasil    |
| 1 de abril de 2009      | Porto Alegre      | Brasil    | Bandera de Brasil    | 3:0 (2:0) Archivado el 6 de junio de 2010 en Wayback Machine. | Bandera de Perú      | Perú      |
| 6 de junio de 2009      | Montevideo        | Uruguay   | Bandera de Uruguay   | 0:4 (0:2) Archivado el 27 de mayo de 2010 en Wayback Machine. | Bandera de Brasil    | Brasil    |
| 10 de junio de 2009     | Recife            | Brasil    | Bandera de Brasil    | 2:1 (1:1) Archivado el 27 de mayo de 2010 en Wayback Machine. | Bandera de Paraguay  | Paraguay  |
| 5 de septiembre de 2009 | Rosario           | Argentina | Bandera de Argentina | 1:3 (0:2) Archivado el 5 de mayo de 2010 en Wayback Machine.  | Bandera de Brasil    | Brasil    |
| 9 de septiembre de 2009 | Salvador de Bahía | Brasil    | Bandera de Brasil    | 4:2 (2:1) Archivado el 28 de mayo de 2010 en Wayback Machine. | Bandera de Chile     | Chile     |
| 11 de octubre de 2009   | La Paz            | Bolivia   | Bandera de Bolivia   | 2:1 (2:0) Archivado el 28 de mayo de 2010 en Wayback Machine. | Bandera de Brasil    | Brasil    |
| 14 de octubre de 2009   | Campo Grande      | Brasil    | Bandera de Brasil    | 0:0 Archivado el 28 de mayo de 2010 en Wayback Machine.       | Bandera de Venezuela | Venezuela |

### Goleadores
| Jugador        | Goles | PJ |
| -------------- | ----- | -- |
| Luis Fabiano   | 9     | 11 |
| Nilmar         | 5     | 5  |
| Kaká           | 5     | 11 |
| Robinho        | 4     | 15 |
| Júlio Baptista | 2     | 7  |
| Vágner Love    | 1     | 4  |
| Adriano        | 1     | 6  |
| Felipe Melo    | 1     | 6  |
| Ronaldinho     | 1     | 8  |
| Luisão         | 1     | 8  |
| Dani Alves     | 1     | 9  |
| Juan           | 1     | 10 |
| Elano          | 1     | 14 |

### Asistentes
| Jugador      | Pases | PJ |
| ------------ | ----- | -- |
| Maicon       | 6     | 11 |
| Elano        | 4     | 5  |
| Dani Alves   | 4     | 11 |
| Robinho      | 3     | 15 |
| Kaká         | 3     | 7  |
| Gilberto     | 1     | 4  |
| Ronaldinho   | 1     | 8  |
| Luís Fabiano | 1     | 8  |
| Kléber       | 1     | 9  |

## Ciclo de la Copa del Mundo
Durante el Mundial de 2006, Ricardo Teixeira y sus aliados estaban irritados por lo que consideraban pasividad de Carlos Alberto Parreira. Al anunciar la contratación de Dunga, la CBF dijo que buscaba un entrenador vibrante y motivador. Dunga no tenía experiencia como entrenador. La revista Placar consideró que la elección tenía un "fuerte atractivo populista", ya que el equipo de 2006 fue criticado por falta de ganas y el entrenador trae consigo la imagen de raza y determinación. En otra edición, la revista consideró que la elección de Dunga era una forma de "poner la casa en orden" y alejar a los fiesteros. Según El País, fue idea de José Hawilla elegir a Dunga como entrenador y a Jorginho como coordinador técnico.
En la selección nacional, Dunga consolidó un estilo pragmático, con contraataques de alta velocidad. Logró resultados significativos, como la conquista de la Copa América 2007, la Copa FIFA Confederaciones 2009 y el primer puesto en la fase de clasificación para la Copa Mundial de la FIFA 2010, aunque su equipo se quedó fuera de los Anexo:Fútbol en los Juegos Olímpicos de Pekín 2008.
Tostão analizó: "El fútbol brasileño, admirado en todo el mundo por su toque de balón, por pasárselo de un lado a otro, por dominar el juego, ya no existe. Ahora es un fútbol con muchos marcajes y muchos contraataques. A menudo brillantes, como en la hermosa victoria contra Uruguay. Para que un equipo sea eficaz en esta estrategia, necesita también una gran defensa para soportar la presión. Brasil tiene dos centrales excelentes y un portero excepcional. Además, Gilberto Silva y, sobre todo, Felipe Melo, que es un buen pasador del balón, también son eficaces en este sentido. Felipe Melo fue un acierto de Dunga". El anterior seleccionador campeón del mundo, Marcello Lippi, declaró: "Es difícil ver ganar algo a un equipo que no se preocupa por su defensa. Un ejemplo de ello es Brasil, que se ha europeizado mucho en los últimos años con Dunga. Y por eso se ha convertido en el equipo más fuerte que hay".

## Preparación
El equipo practicaba un fútbol pragmático, con una defensa fuerte y un contraataque eficaz. Uno de cada tres goles durante la era Dunga provenía de un contraataque.
A lo largo del ciclo, Dunga ha descartado a varios "grandes nombres". Ronaldinho terminó el campeonato italiano 2009/10 como líder en asistencias, con 13 pases de gol. Una encuesta de Datafolha situó a Ronaldinho como el jugador más solicitado por la población brasileña, por delante de Neymar. Según Dunga, Alexandre Pato y Ronaldinho no mostraron compromiso en los Anexo:Fútbol en los Juegos Olímpicos de Pekín 2008: "Todos tuvieron su oportunidad en la selección brasileña, la decisión queda ahora en manos del cuerpo técnico. Pato tuvo su oportunidad en los Juegos Olímpicos de Pekín, Ronaldinho también. Ahora decidiremos analizando lo que han hecho en la selección. Tenemos que analizar su compromiso con la selección, su entusiasmo, su pasión por vestir la camiseta de Brasil".  El segundo entrenador, Jorginho, afirmó que Ronaldinho estuvo muy mal físicamente en los Juegos Olímpicos: "Físicamente, una vez que me entrené como lateral derecho para completar la formación, Ronaldinho no pudo pasarme [en los Juegos Olímpicos], así que no es posible". La convocatoria de Ronaldinho y Neymar fue defendida por Romário, Vanderlei Luxemburgo, y Muricy Ramalho.
En la víspera de su convocatoria, Adriano faltó a un entrenamiento del Flamengo sin justificación. En 2020, Dunga confirmó que Adriano Imperador no fue al Mundial de 2010 porque faltó a los entrenamientos del Flamengo. En una entrevista en 2021, Adriano Imperador se mostró resignado: "Yo soy el que metió la pata, no me estaba portando bien".
Los nombres de Paulo Henrique Ganso y Neymar, que despuntaban en el Campeonato Paulista 2010, cobraron fuerza en la prensa. En la rueda de prensa para anunciar la lista, Cícero Melo, periodista de ESPN Brasil, dijo que si él hubiera estado en el lugar de Feola, Dunga no habría llevado a Pelé al Mundial del 58. El seleccionador replicó: "Está hablando de Pelé. Si encuentras a un Pelé por ahí, tráemelo. No podemos comparar a Pelé con nadie. Milton Neves, periodista de UOL, dijo que Dunga pasaría a la historia como César Luis Menotti, el seleccionador argentino que no llevó a Maradona al Mundial del 78. Dunga reaccionó: "Los chicos son buenos, pero no engañemos a nadie, ¿verdad, Milton? Hay muchas cosas encargadas", sugiriendo que había intereses comerciales detrás de la presión para convocar Ganso y Neymar.
La lista final mostraba un equipo físicamente fuerte, con una estatura media de 1,82 metros, y experimentado, con una media de edad de 29,3 años. Era el equipo brasileño con la media de edad más alta de la historia de los Mundiales.
Una sorpresa en la lista de Dunga fue la convocatoria de Grafite. El propio jugador se mostró sorprendido y, en una entrevista al canal Desimpedidos, dijo: "Yo habría llevado a Adriano". Grafite afirmó que le resultaba difícil entrenar con los jugadores de la selección: "El ambiente en la selección no es fácil. Es complicado, ¿no? Estábamos en Sudáfrica y, cuando no estás familiarizado, es difícil acostumbrarse aunque seas un jugador experimentado. Yo tenía 31 años y allí sólo había grandes jugadores. Kaká, Luís Fabiano, Robinho. Lo que pasa es que no conseguí soltarme en los entrenamientos y rendir muy bien".
Dunga respondió: "Llevé a otro jugador en su lugar, que también lo estaba pasando de maravilla en Alemania, así que se ve que a veces el entrenador consigue llegar a un punto, pero no llega a otro en la mente de la gente. Hay una gran diferencia entre que el chico esté preparado y que se sienta preparado. Yo llevé a este jugador al Mundial, y ahora, hace un mes, vi una entrevista en la que decía: 'oh, pero Dunga debería haber llevado a Adriano y no a mí'. Bueno, si el seleccionador te lleva a un Mundial, eres el máximo goleador de Alemania, si no tienes confianza en ti mismo, ¿quién la va a tener?".

### Enfrentamientos previos
| Fecha                   | Lugar        |          |                     | Resultado |                       |            |
| ----------------------- | ------------ | -------- | ------------------- | --------- | --------------------- | ---------- |
| 14 de noviembre de 2009 | Doha         | Brasil   | Bandera de Brasil   | 1:0 (0:0) | Bandera de Inglaterra | Inglaterra |
| 17 de noviembre de 2009 | Mascate      | Omán     | Bandera de Omán     | 0:2 (0:1) | Bandera de Brasil     | Brasil     |
| 2 de marzo de 2010      | Dublín       | Brasil   | Bandera de Brasil   | 2:0 (1:0) | Bandera de Irlanda    | Irlanda    |
| 2 de junio de 2010      | Harare       | Zimbabue | Bandera de Zimbabue | 0:3 (0:2) | Bandera de Brasil     | Brasil     |
| 6 de junio de 2010      | Dar es-Salam | Tanzania | Bandera de Tanzania | 1:5 (0:2) | Bandera de Brasil     | Brasil     |

## Jugadores
| #    | Nac | Nombre         | Posición      | Edad  | PJ Sel | Club              |
| ---- | --- | -------------- | ------------- | ----- | ------ | ----------------- |
| 1    |     | Júlio César    | Portero       | 30    | 48     | Inter de Milán    |
| 2    |     | Maicon         | Defensa       | 28    | 58     | Inter de Milán    |
| 3    |     | Lúcio          | Defensa       | 32    | 91     | Inter de Milán    |
| 4    |     | Juan           | Defensa       | 31    | 74     | Roma              |
| 5    |     | Felipe Melo    | Mediocampista | 26    | 18     | Juventus          |
| 6    |     | Michel Bastos  | Defensa       | 26    | 5      | Olympique de Lyon |
| 7    |     | Elano          | Mediocampista | 28    | 43     | Galatasaray       |
| 8    |     | Gilberto Silva | Mediocampista | 33    | 88     | Panathinaikos     |
| 9    |     | Luís Fabiano   | Delantero     | 29    | 38     | Sevilla           |
| 10   |     | Kaká           | Mediocampista | 28    | 78     | Real Madrid       |
| 11   |     | Robinho        | Delantero     | 26    | 75     | Santos            |
| 12   |     | Gomes          | Portero       | 29    | 11     | Tottenham Hotspur |
| 13   |     | Dani Alves     | Defensa       | 27    | 35     | Barcelona         |
| 14   |     | Luisão         | Defensa       | 29    | 42     | Benfica           |
| 15   |     | Thiago Silva   | Defensa       | 26    | 9      | AC Milan          |
| 16   |     | Gilberto       | Defensa       | 34    | 33     | Cruzeiro          |
| 17   |     | Josué          | Mediocampista | 30    | 27     | Wolfsburgo        |
| 18   |     | Ramires        | Mediocampista | 23    | 12     | Benfica           |
| 19   |     | Júlio Baptista | Mediocampista | 28    | 46     | Roma              |
| 20   |     | Kléberson      | Mediocampista | 30    | 31     | Flamengo          |
| 21   |     | Nilmar         | Delantero     | 25    | 17     | Villarreal        |
| 22   |     | Doni           | Portero       | 30    | 10     | Roma              |
| 23   |     | Grafite        | Delantero     | 31    | 3      | Wolfsburgo        |
| D. T |     | Dunga          | Dunga         | Dunga | Dunga  | Dunga             |

## Campaña

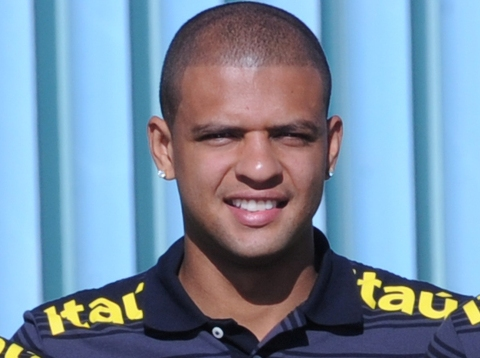
Felipe Melo

Brasil comenzó su andadura en la Copa Mundial de 2010 venciendo a Corea del Norte por 2-1. Terra analizó: "Brasil pasó apuros sobre todo por el planteamiento excesivamente defensivo de los norcoreanos. Los asiáticos complicaron la vida a los brasileños con una defensa de ocho hombres, casi siempre por detrás del balón. El poder creativo de Brasil también se vio limitado por el bajo rendimiento del centrocampista Kaká. El cerebro del equipo erró demasiados pases".
En el segundo partido, vencieron a Costa de Marfil por 3-1. Para UOL, "el equipo redescubrió el buen fútbol, dominando completamente a sus adversarios" en un partido violento. El árbitro francés, Stéphane Lannoy, fue expulsado del Mundial por la FIFA por tolerar la violencia. 
En su último partido de la fase de grupos, Brasil empató a cero con Portugal. Según ESPN, fue "un partido duro en la primera parte, aburrido en la segunda". Daniel Alves y Nilmar, sustitutos de Elano y Robinho, "jugaron mucho, pero en vano". Paulo Vinícius Coelho, periodista de ESPN Brasil, analizó la falta de opciones en el banquillo: "A los 32 minutos de la segunda parte, el seleccionador miró a Jorginho y agitó las manos, como pidiendo al equipo que intercambiase pases, para encerrar al rival atrás. Jorginho abrió los brazos en respuesta, como diciendo: '¿Qué vamos a hacer? Si los titulares pueden ganar el Mundial, los suplentes causan pánico".
En octavos de final, Brasil se impuso con contundencia a Chile (3-0). En seis partidos de la "era Dunga", Brasil marcó 25 goles contra Chile, una media de más de cuatro por encuentro. El estilo de contraataque de Brasil se adaptó al juego de Marcelo Bielsa. Tostão: "Todo lo que ocurrió en el partido era de esperar. Fue una repetición de las dos victorias anteriores de Brasil sobre Chile. El equipo chileno salió al ataque, como era de esperar, y Brasil, como también era de esperar, en dos bellas jugadas de contraataque y un remate alto a la salida de un córner, definió el partido. El portero de Chile mide sólo 1m83cm, y el otro, menos alto, 1m81cm. Es un equipo muy bajo para enfrentarse a los grandes de la selección brasileña. En este partido, Brasil mostró sus tres grandes virtudes: el contraataque, la gran calidad de sus defensas y su juego aéreo".
En cuartos de final, el equipo se enfrentó a Holanda. Brasil no pudo contar con Elano, que no se había recuperado de la entrada de Cheick Tioté. Su sustituto en el partido contra Chile, Ramires, estaba sancionado. Dunga improvisó a Daniel Alves en el centro del campo en lugar de utilizar a jugadores como Júlio Baptista o Kléberson.
Brasil ganó la primera parte por uno a cero, con un gol de Robinho asistido por Felipe Melo. Pero a los ocho minutos de la reanudación, Felipe Melo y Júlio César se interpusieron en un centro, y el disparo de Wesley Sneijder se desvió en el centrocampista y acabó en la red. En el minuto 22, se produjo el vuelco tras otro error en el juego aéreo. En un saque de esquina, Dirk Kuyt desvió el balón al segundo palo y Wesley Sneijder, completamente libre de marca, lo introdujo en el fondo de la red. Después, el equipo brasileño perdió aún más el rumbo y vio cómo Felipe Melo era expulsado por un pisotón a Arjen Robben.
Dunga repitió Zagallo en 1974, Telê en 1982 y Zagallo en 1998 como los entrenadores brasileños que fueron eliminados sin utilizar todas las sustituciones permitidas.
Jorginho reveló que el preparador físico de la Seleção, Paulo Paixão, predijo que Felipe Melo sería expulsado, a pesar de que aún no había visto una tarjeta amarilla. "Felipe Melo lo estaba haciendo muy bien en el partido, y recuerdo que Paulo Paixão me dijo: 'Jorge, estoy preocupado por Felipe, está muy nervioso'. Yo le dije: 'Espera un momento, porque acabo de ir a ver a Dunga, y si vuelvo a ir, que nos conocemos, acabará explotando. La situación está tranquila'. Y en ese momento, Felipe Melo fue expulsado". Dunga sólo hizo dos sustituciones en el partido de eliminación. Folha de S.Paulo escribió: "Dunga apostó por el grupo en el que confiaba cuando convocó a la selección brasileña para el Mundial de 2010. Pero el partido de ayer contra Holanda demostró lo frágil que era la plantilla de Brasil en el Mundial de Sudáfrica. Tanto que el seleccionador ni siquiera quemó su última sustitución, a pesar de que el equipo iba perdiendo."
Tostão analizó: "Brasil hizo la mejor primera parte y la peor segunda del Mundial. En la primera parte, podría haber marcado más de un gol. En la segunda, cuando perdía 2-1, salió a por todas, y Holanda tuvo más ocasiones para marcar el tercero que Brasil para empatar". Brasil, que durante los cuatro años de Dunga en el banquillo ha marcado un gran número de goles con ataques aéreos, encajó dos goles con este tipo de jugadas. Brasil, que durante cuatro años ha buscado un lateral izquierdo, encajó dos goles en movimientos que comenzaron en este sector.".
The Sun destacó que el centrocampista Wesley Sneijder hizo el partido de su vida contra Brasil. Se mencionó la pobre actuación de Kaká: "Brasil resopló, pero muchas de sus estrellas, especialmente Kaká, no brillaron." En la Gazzetta dello Sport italiana, se señaló a la selección brasileña por un único fallo: no haber resuelto el marcador en la primera parte.
Tras el Mundial, el segundo entrenador, Jorginho, fue objeto de críticas. Los familiares de los jugadores debían quedarse en Brasil para evitar que el equipo "perdiera la concentración" en el torneo. Sin embargo, la mujer y los hijos de Jorginho estaban en Sudáfrica. Esto sólo lo descubrieron más tarde los jugadores, que se sintieron traicionados por su segundo entrenador.

## Participación

### Grupo G
| Equipo          | Pts | PJ | PG | PE | PP | GF | GC | Dif |
| --------------- | --- | -- | -- | -- | -- | -- | -- | --- |
| Brasil          | 7   | 3  | 2  | 1  | 0  | 5  | 2  | +3  |
| Portugal        | 5   | 3  | 1  | 2  | 0  | 7  | 0  | 7   |
| Costa de Marfil | 4   | 3  | 1  | 1  | 1  | 4  | 3  | 1   |
| Corea del Norte | 0   | 3  | 0  | 0  | 3  | 1  | 12 | -11 |

- Nota: La hora mostrada corresponde a la hora local de Sudáfrica (UTC+2).

| 15 de junio de 2010, 20:30 | Brasil                 | 2:1 (0:0) | Corea del Norte | Estadio Ellis Park, Johannesburgo                                   |                                                                     |
|                            | Maicon 54' · Elano 71' | Reporte   | Ji 88'          | Asistencia: 54.331 espectadores Árbitro(s): Viktor Kassai (Hungría) | Asistencia: 54.331 espectadores Árbitro(s): Viktor Kassai (Hungría) |

| 20 de junio de 2010, 20:30 | Brasil                            | 3:1 (1:0) | Costa de Marfil | Estadio Soccer City, Johannesburgo                                    |                                                                       |
|                            | Luís Fabiano 24', 49' · Elano 61' | Reporte   | Drogba 78'      | Asistencia: 84.455 espectadores Árbitro(s): Stephane Lannoy (Francia) | Asistencia: 84.455 espectadores Árbitro(s): Stephane Lannoy (Francia) |

| 25 de junio de 2010, 16:00 | Portugal | 0:0     | Brasil | Estadio Moses Mabhida, Durban                                         |                                                                       |
|                            |          | Reporte |        | Asistencia: 62.712 espectadores Árbitro(s): Benito Archundia (México) | Asistencia: 62.712 espectadores Árbitro(s): Benito Archundia (México) |

### Octavos de final
| 28 de junio de 2010, 20:30 | Brasil                                    | 3:0 (2:0) | Chile | Estadio Ellis Park, Johannesburgo                                    |                                                                      |
|                            | Juan 34' · Luís Fabiano 37' · Robinho 58' | Reporte   |       | Asistencia: 54.096 espectadores Árbitro(s): Howard Webb (Inglaterra) | Asistencia: 54.096 espectadores Árbitro(s): Howard Webb (Inglaterra) |

### Cuartos de final
| 2 de julio de 2010, 16:00 | Países Bajos      | 2:1 (0:1) | Brasil     | Estadio Nelson Mandela Bay, Puerto Elizabeth                         |                                                                      |
|                           | Sneijder 52', 67' | Reporte   | Robinho 9' | Asistencia: 40.186 espectadores Árbitro(s): Yuichi Nishimura (Japón) | Asistencia: 40.186 espectadores Árbitro(s): Yuichi Nishimura (Japón) |

## Estadísticas

### Goleadores
Tabla confeccionada a partir de los criterios utilizados para elegir la Bota de Oro.
Simbología:

: goles anotados.

A: número de asistencias para gol.

Min: minutos jugados.

PJ: partidos jugados.

GP: goles de penal.

| Posición | Jugador      | Anotado | A. | Min. | PJ | GP |
| 10º      | Luís Fabiano | 3       | 0  | 418  | 5  | 0  |
| -------- | ------------ | ------- | -- | ---- | -- | -- |
| 13º      | Elano        | 2       | 1  | 140  | 2  | 0  |
| 15º      | Robinho      | 2       | 1  | 354  | 4  | 0  |
| 41º      | Maicon       | 1       | 1  | 450  | 5  | 0  |
| 88º      | Juan         | 1       | 0  | 450  | 5  | 0  |

## Asistencias[25]
3 asistencias
- Kaká

1 asistencia
- Robinho
- Elano
- Felipe Melo
- Ramires
- Maicon